# Анні Корді
Анні Корді (фр. Annie Cordy, при народженні Леоні Джуліана Кореман, фр. Léonia Juliana Cooreman; 16 червня 1928, Брюссель — 4 вересня 2020, Валлоріс,  Приморські Альпи) — бельгійська співачка та акторка.

## Життєпис
Народилася 16 червня 1928 року в Лакені, старовинному районі Брюсселя. Її батьками були Ян Корнеліус Кореман, тесля, та його дружина Марія де Лей, які окрім неї мали ще сина Луї та дочку Жанну. У вісім років почала навчатися танцям, пізніше — грі на фортепіано, вивчала теорію музики. 1950 року після участі у вокальному конкурсі на радіо отримала запрошення від французького антрепренера виступати у Парижі, куди переїхала у травні того ж року.
У французькій столиці вона спочатку виступала в ревю, потім записала свою першу платівку, яка зазнала успіху. 1954 року вперше з'явилася на великому екрані у стрічках «Таємниці Версаля» Саша Гітрі та «Квітнева рибка» з Андре Бурвілем та Луї де Фюнесом. Загалом зіграла більш ніж у 40 кінофільмах та близько 30 телефільмах та телесеріалах, виконувала як головні так й другорядні ролі, в тому числі й у таких стрічках як «Пасажир дощу» (1970), «Розрив» (1970) Клода Шаброля, «Кіт» (1971) за романом Жоржа Сіменона за участю Жана Габена та Симони Сеньйоре, «Спогади» (2014) та «Бовдур» за участю Катрін Денев та Матьє Амальріка, який був представлений у спеціальній програмі Каннського кінофестивалю 2016 року.
1951 року познайомилася з французом Франсуа-Анрі Бруно (нар. 1911), з яким вступила у шлюб 3 лютого 1958 року і який став також її імпресаріо. Пара не мала дітей і співачка ніколи не подавала заяви на отримання французького громадянства. 1989 року Анні Корді овдовіла.
1998 року видала автобіографічну книгу «Nini la Chance».
31 серпня 2005 року в Бельгії була удостоєна титулу баронеси з власним дворянським гербом та девізом «Пристрасть — сила» (La Passion Fait La Force).
2006 року озвучила серію документальних фільмів з історії Бельгії «Moi, Belgique».
Останній альбом співачки вийшов 2014 року: за всю її музичну кар'єру нею було записано понад 700 пісень, багато з яких стали хітами.
2015 року номінувалася на премію Магрітт у категорії Найкраща акторка за роль Мадлен Еснар у комедійній драмі Жана-Поля Рува «Спогади» (2014), де зіграла спільно з Мішелем Бланом.
Баронеса Анні Корді померла 4 вересня 2020 року в себе вдома у місті Валлоріс на півдні Франції в 92-річному віці.

## Дискографія
Студійні альбоми:
- Les trois bandits de Napoli (1953)
- Fleurs de papillon (1955)
- Les succès d'Annie Cordy (1956)
- Chante les airs de l'opérette «Tête de linotte» (1957)
- Cigarettes et whisky (1957)
- Merveilleuse Annie (1959)
- Pleins feux sur Annie Cordy (1960)
- Visa pour l'amour (1962, з Луїсом Маріано)
- For me formidable (1963)
- Style rococo (1964)
- Ouah ouah (1965, з Андре Бурвілем)
- Pic et Pioche (1968, з Даррі Коулом)
- Indien vaut mieux que deux tu l'auras (1970, з П'єром Дорі)
- Hello Dolly (1972)
- Hé hé, c'est chouette (1973)
- Annie Cordy Show (1974)
- Nini la chance (1976)
- Sacré bourricot (1977)
- La Bonne du curé (1978)
- Tata Yoyo (1980)
- Vanini vanillée (1981)
- Envoyez la musique (1982)
- Cho ka ka o (1985)
- L'Arbre à chansons (1988)
- Oh la la quelle soirée (1992)
- Les trois bandits de Napoli (1997)
- Annie Cordy chante Broadway (1998)
- Ça me plaît... Pourvu que ça vous plaise (2012)
- Annie Cordy chante Noël (2014)

## Вибрана фільмографія
| Рік  |    | Українська назва              | Оригінальна назва                    | Роль             |
| ---- | -- | ----------------------------- | ------------------------------------ | ---------------- |
| 1954 | ф  | Таємниці Версаля              | Si Versailles m'était conté          | мадам Ланглуа    |
| 1954 | ф  | Квітнева рибка                | Poisson d'avril                      | Шарлотта Дюпюї   |
| 1956 | ф  | Співак Мехіко                 | Le chanteur de México                | Крі-Крі          |
| 1958 | ф  | Жартівник                     | Tabarin                              | Мімі             |
| 1959 | ф  | Цигарки, віскі та крихітки    | Cigarettes, Whiskey et Petites Pépés | Маріїита         |
| 1960 | ф  | Божевільна голова             | Tete folle                           | Анні             |
| 1965 | ф  | Золото герцога                | L'Or du Duc                          | консьєржка       |
| 1968 | ф  | Хто в родині господар         | Ces messieurs de la famille          | Маріса           |
| 1969 | ф  | Добропорядні буржуа           | Le Bourgeois gentil mec              | мадам Марта      |
| 1970 | ф  | Пасажир дощу                  | Le Passager de la pluie              | Жюльєтт          |
| 1970 | ф  | Ці месьє зі зброєю            | Ces messieurs de la gachette         | Маріса           |
| 1970 | ф  | Розрив                        | La rupture                           | мадам Пінеллі    |
| 1971 | ф  | Кіт                           | Le Chat                              | Неллі            |
| 1972 | ф  | Пляжі Етрета                  | Les Calefts d'Etretat                | Бріжіт           |
| 1972 | ф  | Пожежний вихід                | Les Fortes de feu                    | Андре            |
| 1973 | ф  | Матрос                        | Le Mataf                             | Ніна             |
| 1973 | ф  | Остання нечисть Парижа        | La Derniere Bourree a Paris          | психоаналітик    |
| 1973 | ф  | Гаспари                       | Les Gaspards                         | Жіннет Лаліт     |
| 1974 | ф  | Нічний комісаріат             | Commissariat de nuit                 | Пупа             |
| 1975 | ф  | Спогади про Гібралтар         | Souvenir of Gibraltar                | Тіна             |
| 1978 | ф  | Байдужий красень              | Le bel indifferent                   | жінка            |
| 1978 | тф | Скупий                        | L'Avare                              | Фрозіна          |
| 1983 | ф  | Браконьєр від Бога            | Le Bracconier de Dieu                | Жофретта         |
| 1994 | ф  | Помста блондинки              | La Vengeance d'une blonde            | Яні              |
| 1997 | тф | Без церемоній                 | Sans ceremonie                       | Соланж Сорпетт   |
| 2002 | тф | Здача випускного              | Passage du bac                       | Емілі            |
| 2004 | ф  | Мадам Едуар та інспектор Леон | Madame Édouard                       | Жанетт           |
| 2005 | с  | Опікун                        | Le Tuteur                            | Антуанетта Луазо |
| 2006 | ф  | Останній з безумців           | Le Dernier des fous                  | Роза             |
| 2008 | ф  | Злочини — наша професія       | Le crime ist notre affaire           | Бабетта Бутіті   |
| 2008 | ф  | Диско                         | Disco                                | мадам Грендорж   |
| 2014 | ф  | Спогади                       | Les Souvenirs                        | Мадлен Еснар     |
| 2014 | ф  | Останній діамант              | Le Dernier Diamant                   | Інес де Буасьєр  |
| 2015 | с  | Шефи                          | Chefs                                | Леоні            |
| 2016 | ф  | Бовдур                        | Le Cancre                            | Крістіана        |
| 2018 | ф  | Тамара, частина 2             | Tamara Vol 2                         | Роза             |
| 2018 | тф | Неграмотний                   | Illettré                             | Аделаїда Перес   |

## Нагороди та відзнаки
- 1992 — Орден Мистецтв та літератури командорського ступеня (Франція).
- 1998 — Орден Леопольда I кавалерського ступеня (Бельгія).
- 2014 — Орден Корони командорського ступеня (Бельгія).
- 8 липня 2018 року у Брюсселі поблизу місця народження співачки було відкрито Парк Анні Корді.